# مهواج
مَهْواج روستایی در دهستان قائن بخش مرکزی شهرستان قائنات استان خراسان جنوبی ایران است.

## جمعیت
بر پایه سرشماری عمومی نفوس و مسکن در سال ۱۳۹۵ جمعیت این روستا ۳۶۶ نفر (در ۱۰۹ خانوار) بوده است.